# Ficedula luzoniensis
Ficedula luzoniensis — вид птиц из семейства мухоловковых. Выделяют восемь подвидов.

## Распространение
Эндемик Филиппин. Естественной средой обитания являются субтропические или тропические влажные равнинные леса (по другим данным вид весьма многочисленен в горных лесах).

## Описание
Длина тела 11-12 см. Маленькие круглоголовые мухоловки с короткими клювом и хвостом.

## Биология
О рационе известно мало. Он состоит в основном из мелких беспозвоночных и личинок, а также некоторого количества фруктов (ягод).

## Охранный статус
МСОП присвоил виду охранный статус LC.